# Danielle Anatólio
Danielle Anatólio est une actrice afro-brésilienne, connue pour ses performances scéniques engagées en faveur de la visibilité des femmes brésiliennes noires ou afro-descendantes.

## Biographie

### Jeunesse et formation
Elle obtient un master en art scéniques à l'Universidade Federal do Estado do Rio de Janeiro. Son mémoire de master est intitulé Performances de Femmes Noires en 2016. 

### Carrière
Elle participe dès 2005 à l'émergence de forums nationaux de performances afro-brésiliennes. 
En 2016, elle a lancé le spectacle Lótus, écrite et mettant en vedette, recevant en 2018 le prix Leda Maria Martins. Le spectacle parle de l’hypersexualisation du corps noir féminin et de la solitude de la femme noire. 
Danielle Anotólio décide ensuite de créer le même type de forums pour les femmes, avec l'objectif de favoriser la présence d'artistes de la scène afro-brésilienne. La première édition est Las Corpas en 2018 à Rio de Janeiro, le deuxième Taculas en 2019 a lieu dans le Minas Gerais. Elle est la fondatrice de Taculas, le forum de performances de femmes noires à Bel Horizon. Le forum a pour objectif de favoriser les rôles endossés par des femmes afro-brésiliennes dans les arts de la scène et la dramaturgie,,,,,,.
Elle participe au documentaire Corpos Invisíveis (Les corps invisibles) réalisé par Quézia Lopes et sorti au Brésil en 2022,, avec Luana Xavier.